# Саша Николић
Саша Николић (Олово, 3. јануар 1975) српски је књижевник и војвода. Добитник је више награда и одликовања. Аутор је тринаест књига, пет у прози и осам у епској поезији, као и документарног филма ''Одбрана села Дрецељ''. Од 1992 до 1996. године био је припадник Друге романијске моторизоване бригаде Војске Републике Српске, учесник је Одбрамбено-отаџбинског рата. Борац прве категорије. У одбрани свога села Дрецељ код Олова и Републике Српске рањен је два пута. Од 1996. године запослен је у Министарству унутрашњих послова Републике Српске. Припадник је  Жандармерије Републике Српске. Предсједник је Српског православног удружења Светосавље из Пала. Члан је Српског просвјетно и културног друштва Просвјета из Пала и Српског књижевног друштва Завет Видовдану из Београда. Од 12. јануара 2012. до  2. јуна 2022. године био је предсједник Црквеног одбора цркве Вазнесења Господњег у Дрецељу код Олова.

## Биографија
Рођен је од оца Љубомира - Љупка Николића из села Дрецељ, општина Олово и мајке Невенке, рођене Васковић из села Жеравице, општина Хан Пијесак. Најстарији је праунук (по мушкој линији) дрецељског кнеза Васе Николића. Одрастао је у своме селу Дрецељ код Олова гдје је и завршио Основну четверогодишњу школу. Осмогодишњу школу завршио је у Оловским Лукама, а средњу машинбравар у Олову 1992. године. Из школских клупа са седамнаест година малољетан је добровољно приступио у Војску Републике Српске бранећи своје село Дрецељ. У циљу заштите српског народа и свог села на свој седамнаести рођендан окупио је одабрану омладину села Дрецељ и формирао ДЧО. Задивљен храброшћу својих сабораца почео је да пише епску поезију са циљем да опише значајне битке и да остави писане трагове о борби српског народа. Због изузетне храбрости доказане у биткама за одбрану свога села, 5. фебруара 1994. године именован је за командира одјељења. За изузетну храброст, пожртвованост и заслуге у командовању војском у рату дана 13. марта 1994. године у селу Дуганџићи, у просторијама српске општине Олово унапрећен је у почасни чин војводе по члану 16. Закона о Војсци Републике Српске. Дана 29. маја и 20. октобра ратне 1994. године бранећи своје село Дрецељ и отаџбину Републику Српску два пута је рањен и том приликом задобио девет рана. У прољеће ратне 1995. године именован је за командира Првог вода, Дрецељске чете, Оловскг батаљона, Друге романијске моторизоиване бригаде Војске Републике Српске. Дејтонским мировним споразумом село Дрецељ, као и цијела српска општина Олово издвојена је из Републике Српске и припојена Федерацији БиХ, због чега су Срби са простора ове општине до 12. јануара 1996. године морали да напусте своја вијековна огњишта. По изласку Срба из својих села, српске општине Олово муслимани су по Дрецељу порушили све куће и пратеће објекте. Током 1996. године на Полицијској академији у Бањалуци завршио је полицијски курс и распоређен у Полицијску станицу Пале у којој је радио до 2016. године. Године, 2016. прелази у Јединицу за подршку Пале, која је 2019. године трансформисана у елитне јединице жандармерије Републике Српске. Одмах по формирању Жандармерије као припадник I класе Жандармерије током 2019. године завршио је основну и напредну обуку Жандармерије Републике Српске. Након више пута пресељавања из једног у друго мјесто током 2004. године у Палама је изградио породичну кућу.
Пишући прозу и поезију у мирнодобско вријеме брани свој српски народ писаном ријечу, на тај начин што пише истините историјске чињенице борбе за опстанак српског народа на простору Балкана. У посљератном периоду завршио је средњу економску школу и правни факултет. На Спасовдан, 2. јуна 2011. године обновио је крсну славу села Дрецељ Спасовдан, гдје је по приви пут окупио народ у порушеном селу. На првом посљератном Спасовданском сабору окупљени вјерници су се договорили да обнове капелу која је као и све куће у селу порушена током 1996 и 1997. године. У разговору са владиком Василијем Качавендом исти им је дао благослов и одобрење да умјесто капеле граде цркву. У Сокоцу, 12. јануара 2012. године Саша Николић је изабран за предсједника Грађевинског црквеног одбора. Током 2012. године организовао је изградњу цркве Вазнесења Господњег у Дрецељу, коју су 2015. године освјештала двојица владика Хризостом Јевић и Лонгин Крчо.
Као дипломирани правник од 2015. године уз благослов, одобрење и пуномоћ надлежног епископа Хризостома успјешно заступа на суду Српску православну цркву, Црквену општину Олово. Поводом 800 година од аутокефалности Српске православне цркве на Савиндан 27. јануара 2019. године са високообразованом омладином у Палама основао је Српско православно удружење Светосавље у циљу заштите интереса српског народа и вјере православне у оквиру опште мисије уједињења свих Срба, ради заједничке борбе за очување вјере, породице, књижевности, историје, културе, обичаја, традиције и других вриједности српског народа. На оснивачкој скупштини у Палама 27. јануара 2019. године изабран је за предсједника Српског православног удружења Светосавље. До сада је организовао више културних манифестација као и промоција својих књига, а у циљу очувања српске историје, културе и књижевности. Дана 11. октобра 2020. године у Културном центру Пале потписао је меморандум о заједничкој сарадњи са тројицом предсједника удружења из Србије и то са следећим удружењима: Организација за сарадњу Срба из Србије и дијаспоре из Шапца, Удружењем Церски марш из Шапца и Удружењем Милош С. Милојевић из Црне Баре код Богатића. Након потписивања меморандума са представницима поменутих удружења учествовао је широм Србије на многим манифестацијама која његују традицију ослободилачких и одбрамбених ратова током 20. вијека. Борац је против бијеле куге у циљу опстанка српског народа залаже се за пронаталитетну политику и рађање дјеце. Као отац четворо дјеце један је од оснивача Удружења са четворо и више дјеце Пале 4+ и предсједник Управног одбора наведеног Удружења у Палама.

## Лични живот
Саша Николић са супругом Горицом Николић, рођеном Павловић из Рудог има четворо дјеце кћерке Невену (2007) и Марију (2012) и синове Василија (2008) и Ђорђа (2010). Живи и ради у Палама.
Титуле и признања
Саша Николић је племићке крви, по мушкој линији најстарији је праунук кнеза Васе (Вукана) Николића (1892-1984). Племићка титула кнез у породици Николић се преносила са оца на сина од 11. вијека до доласка комуниста 1945. године. По милости Божијој, о Марковдану 8. маја 2022. године у цркви Светог пророка Илије у селу Ба, општина Љиг, за изузетну храброст, пожртвованост и заслуге у командовању војском у рату и допринос у одбрани Српства и Равногорства уз благослов Српске православне цркве Саша Николић је добио титулу војводе и именован у војводу паљанског. Титулу војводе је добио по Указу краљевског капетана Мила Ракочевића војводе морачког. Једногласном одлуком Војводског савјета УРП-а. У поменутој цркви пред светим Олтаром је миропомазан од надлежног свештеника Марка Миловановића. Тако је по вољи Божијој након скоро 8 деценија у породицу Николић враћена племићка титула, а Саши Николићу указано достојанство и титула војводе.

## Награде и одликовања
- За изузетну професионалност, храброст, правовременост и пожртвованост похваљен је од начелника Цента јавне безбједности Источно Сарајево Зорана Реновице, депешом Министарства унутрашњих послова Републике Српске депешом број: 11-01.487/11 од 31. 10. 2011. године.
- Од Туристичке организације града Источно Сарајево на Јахорини, дана  3.12.2011. године добио је престижно признање „Сребрена пахуљица“ и проглашен је најбољим полицајцем за допринос безбједности туриста у 2011. години.
- За несебичну љубав и безрезервну духовну и материјалну помоћ приликом изградње Храма Вазнесења Господњег у Дрецељу, у општини Олово, одликован је од православног епископа зворничко-тузланског Хризостома „Архијерејском похвалницом“ број: 1451-1/15 од 21. 5. 2015. годинe.
- Од Удружења српских књижевника Словеније добио је диплому са сребреном плакетом ССДС у годишњој акцији „Златно перо Љубљана 2017“ и сребрени орден за књигу – збирку пјесама „Православље“.
- На 5. међународном такмичењу у Љубљани 2017. године „Златне гусле Љубљана 2017“ за постигнуто треће такмичарско мјесто за епску пјесму „Република Српска“, објављену у књизи „Православље“ од Савеза српске дијаспоре Словеније добио је бронзани орден и повељу са бронзаном медаљом, као талентовани епски пјесник, најбољи од најбољих.
- На 8. међународном пјесничком такмичењу „Пјесникова душа’’ 2017/2018 у Љубљани, 2018. године са пјесмом „Вољели се лудо’’ освојио је прво такмичарско мјесто за које је од Удружења српских књижевника Словеније у Љубљани добио повељу и новчану награду са златним орденом и медаљом.
- На 6. међународном такмичењу ‘’Златне гусле Љубљана 2018’’ за постигнуто друго такмичарско мјесто за епску пјесму „Дан Републике Српске’’, објављену у књизи – збирци пјесама „На бранику отаџбине’’ од Савеза српске дијаспоре Словеније добио је повељу, сребрени орден и медаљу.
- У Београду 2018. године од Српског књижевног друштва „Завет Видовдану’’ добио је плакету за седам објављених књига за седам година.[3]
- У Београду на Божић 2020. године од Српског књижевног друштва „Завет Видовдану’’, добио је плакету за учешће са својим пјесмама у пет зборника поезије.
- У Београду на Митровдан, 8. новембра 2020. године од Удружења ветерана посебних јединица полиције Србије као истакнути књижевник, учесник одбрамбено-отаџбинског рата 1992-1995 године и припадник елитне полицијске Јединице жандармерије Републике Српске, добитник је реплике ратне заставе посебних јединица полиције Србије.
- У Горњим Смртићима, општина Прњавор, 16. јула 2022. године од Одбора за изградњу споменика припадницима ЈВуО у Горњим Смртићима и УРП добио је Специјално признање (плакету) за допринос у изградњи овог спомен обиљежја и за допринос и вјерност Српском роду.
- У Сокоцу, 8. септембра 2024. године од КУД-а "Гласинац - Томо Боровина" на Другом сабору старог српског изворног пјевања добио је Повељу за епску пјесму "Ослобођење Лознице 1941. године.
- За заслуге у очувању отаџбине, очувању четничке и равногорске идеје, традиције и вјере православне, на Равној Гори, о Марковдану, 8. маја 2025. године од Уједињеног равногорског покрета, по милости Божијој изабраног војводе фрушкогорског Слободана М. Михајловића, добио је Орден Драгољуб Дража Михиловић, бр.19/25, од 8. маја 2025. године.

### Историјске књиге
- Срби – Дрецељ и Дрецељани (2012),
- Црква у Дрецељу (2015),
- Орлови лављег срца (2017), (2019) и (2020),
- Албум српских бораца са оловског ратишта (2022).
- Јединица жандармерије Пале (2022).

Збирке епске поезије
- Живот у пјесми (2013),
- Паљанска полиција (2016),
- Православље (2017),
- Успјешни људи (2018),
- На бранику отаџбине (2018),
- Жандармерија (2019),
- Светосавље (2020),[4]
- За крст часни и слободу златну (2021).

### Поезија
Поред тринаест објављених књига пјесме Саше Николића су заступљене и у зборницима поезије са другим пјесницима и то следеће збирке пјесама – зборници поезије: 
- Трагови слободе (2000),
- Зборник поезије у славу Христовог рођења (2018),
- Видовданскии зборник поезије – Песнички завет Видовдану 4, (2018),
- Божићни зборник поезије – Ваистину се Христос роди (2019),
- Видовдански зборник поезије – Ране песмом видане 5, (2019),
- Божићни зборник поезије – Векови Христове светлости (2020),
- Видовдански зборник поезије – Ране песмом видане 6, (2020),

###### Збирка пјесама "Светосавље"
Збирка пјесама"Светосавље" настала је у години обиљежавања осам вијекова самосталности Српске православне цркве,те представља својеврсан допринос овог пјесника очувању православља и светосавља. Пјесник има изузетно изражену националну свијест,усмјерава читаоца да слиједи стазе Светог Саве и Светог Симеона Миротичивог, стазе вјере, љубави , скромности и смирености. Пјесник пјева о историји Српске православне цркве, о манастирима и о крсним славама, вјерским празницима али и о сопственој борби за добробит цркве и народа.